# Saison 1958-1959 de l'AS Saint-Étienne
Chronologie
Saison précédente Saison suivante
Cette page présente la saison 1958-1959 de l'AS Saint-Étienne. Le club évolue en Division 1, en Coupe de France et en Coupe Drago.

## Résumé de la saison
- Le club termine 6e au championnat cette saison
- Rachid Mekloufi a quitté l’ASSE en avril 1958 en raison de la Guerre d’Algérie. Durant 4 ans, il jouera avec l’équipe du FLN à travers le monde.
- Grave blessure de Michel Tylinski qui l’oblige à mettre un terme à sa carrière le 21 décembre 1958 contre Sochaux

## Équipe professionnelle

### Transferts
Sont considérés comme arrivées, des joueurs n’ayant pas joué avec l’équipe 1 la saison précédente.
| Nom                 | Nationalité | Poste     | Transfert | Provenance/Destination | Division      |
| ------------------- | ----------- | --------- | --------- | ---------------------- | ------------- |
| Arrivées            |             |           |           |                        |               |
| Roland Mitoraj      |             | Milieu    | -         | -                      | Formé au club |
| Jean-Paul Biscarrat |             | Milieu    | -         | -                      | Formé au club |
| Noël Grousseau      |             | Milieu    | -         | -                      | Formé au club |
| Joseph Damai        |             | Attaquant | -         | -                      | Formé au club |
| Christian Garcia    |             | Attaquant | -         | -                      | Formé au club |
| Départs             |             |           |           |                        |               |
| Maryan Paszko       |             | Gardien   | -         | -                      | -             |
| René Vernier        |             | Milieu    | Transfert | AS Aix-en-Provence     | Division 2    |
| Rachid Mekloufi     |             | Attaquant | -         | -                      | -             |
| Bernard Lefèvre     |             | Attaquant | Transfert | FC Nancy               | Division 1    |

### Championnat

#### Matchs allers
| Date       | N o | Adversaire             | Lieu | Résultat | Buteurs pour Saint-Étienne                          | Points | Classement |
| ---------- | --- | ---------------------- | ---- | -------- | --------------------------------------------------- | ------ | ---------- |
| 17/08/1958 | J01 | Nîmes Olympique        | Dom. | 0 - 1    | -                                                   | 0      | 14         |
| 24/08/1958 | J02 | Olympique Alès         | Dom. | 1 - 0    | N’Jo Léa 47e                                        | 2      | 12         |
| 27/08/1958 | J03 | FC Sochaux             | Ext. | 3 - 1    | Goujon 12e                                          | 2      | 14         |
| 31/08/1958 | J04 | AS Monaco FC           | Dom. | 3 - 5    | Coinçon 3e, Domingo 12e, Nyers 54e                  | 2      | 18         |
| 07/09/1958 | J05 | UA Sedan-Torcy         | Ext. | 5 - 0    | -                                                   | 2      | 20         |
| 11/09/1958 | J06 | Toulouse FC            | Dom. | 4 - 3    | Domingo 40e, Goujon 48e, Oleksiak 64e, N’Jo Léa 74e | 4      | 19         |
| 14/09/1958 | J07 | RC Strasbourg          | Dom. | 1 - 5    | N’Jo Léa 60e                                        | 4      | 19         |
| 21/09/1958 | J08 | Stade rennais UC       | Ext. | 0 - 2    | Cristobal 5e, N’Jo Léa 62e                          | 6      | 18         |
| 24/09/1958 | J09 | Limoges FC             | Ext. | 4 - 0    | -                                                   | 6      | 20         |
| 27/09/1958 | J10 | Olympique de Marseille | Dom. | 4 - 2    | Nyers 19e, Braizat 37e, Coinçon 70e, Goujon 71e     | 8      | 19         |
| 05/10/1958 | J11 | RC Lens                | Dom. | 3 - 0    | N’jo Léa 23e, Oleksiak 33e, Braizat 81e             | 10     | 13         |
| 12/10/1958 | J12 | Angers SCO             | Ext. | 0 - 1    | Braizat 46e                                         | 12     | 10         |
| 19/10/1958 | J13 | FC Nancy               | Dom. | 4 - 0    | N’Jo Léa 2e, Ferrier 52e, Goujon 59e 90e            | 14     | 7          |
| 02/11/1958 | J14 | OGC Nice               | Ext. | 1 - 0    | -                                                   | 14     | 10         |
| 11/11/1958 | J15 | Olympique lyonnais     | Ext. | 2 - 0    | -                                                   | 14     | 14         |
| 16/11/1958 | J16 | RC Paris               | Ext. | 2 – 2    | Goujon 64e, Nyers 81e                               | 15     | 11         |
| 23/11/1958 | J17 | Stade de Reims         | Dom. | 4 – 4    | Coinçon 37e 75e, N’Jo Léa 55e 74e                   | 16     | 14         |
| 30/11/1958 | J18 | Lille OSC              | Dom. | 1 - 0    | Goujon 46e                                          | 18     | 10         |
| 22/01/1959 | J19 | US Valenciennes-Anzin  | Ext. | 3 – 1    | N’Jo Léa 57e                                        | 18     | 10         |

#### Matchs retours
| Date       | N o | Adversaire             | Lieu | Résultat | Buteurs pour Saint-Étienne                          | Points | Classement |
| ---------- | --- | ---------------------- | ---- | -------- | --------------------------------------------------- | ------ | ---------- |
| 14/12/1958 | J20 | Olympique Alès         | Ext. | 1 – 1    | Braizat 69e                                         | 19     | 12         |
| 12/12/1958 | J21 | FC Sochaux             | Dom. | 4 - 3    | N’Jo Léa 42e, Oleksiak 63e, Braizat 65e, Goujon 74e | 21     | 10         |
| 28/12/1958 | J22 | Nîmes Olympique        | Ext. | 2 - 1    | Braizat 35e                                         | 21     | 11         |
| 04/01/1959 | J23 | Stade rennais UC       | Dom. | 2 – 2    | Goujon 6e, Oleksiak 74e                             | 22     | 10         |
| 18/01/1959 | J24 | Angers SCO             | Dom. | 1 – 1    | Peyroche 46e                                        | 23     | 10         |
| 25/01/1959 | J25 | RC Lens                | Ext. | 1 - 2    | Braizat 40e, Mitoraj 51e                            | 25     | 9          |
| 08/02/1959 | J26 | Olympique de Marseille | Ext. | 4 - 1    | Mitoraj 24e                                         | 25     | 10         |
| 15/02/1959 | J27 | Limoges FC             | Dom. | 2 - 1    | Peyroche 64e, Ferrier 81e                           | 27     | 9          |
| 08/03/1959 | J28 | FC Nancy               | Ext. | 0 - 1    | Mitoraj 24e                                         | 29     | 8          |
| 15/03/1959 | J29 | RC Paris               | Dom. | 3 – 3    | Peyroche 30e 69e, Goujon 41e                        | 30     | 9          |
| 29/03/1959 | J30 | Stade de Reims         | Ext. | 3 - 0    | -                                                   | 30     | 9          |
| 04/05/1959 | J31 | Lille OSC              | Ext. | 2 - 4    | Damai 40e, Braizat 52e, N’Jo Léa 77e, 82e (pen.)    | 32     | 8          |
| 19/04/1959 | J32 | US Valenciennes-Anzin  | Dom. | 1 – 1    | Oleksiak 39e                                        | 33     | 8          |
| 26/04/1959 | J33 | Toulouse FC            | Ext. | 2 - 0    | -                                                   | 33     | 10         |
| 07/05/1959 | J34 | OGC Nice               | Dom. | 3 - 4    | N’Jo Léa 27e 47e, Mirotaj 43e                       | 33     | 10         |
| 10/05/1959 | J35 | Olympique lyonnais     | Dom. | 2 - 0    | Oleksiak 20e, Ferrier 78e                           | 35     | 8          |
| 17/05/1959 | J36 | AS Monaco FC           | Ext. | 0 - 3    | N’Jo Léa 27e 75e, Ludo 79e (csc)                    | 37     | 6          |
| 24/05/1959 | J37 | UA Sedan-Torcy         | Dom. | 2 - 1    | N’Jo Léa 25e, Goujon 54e                            | 39     | 6          |
| 30/05/1959 | J38 | RC Strasbourg          | Ext. | 3 – 3    | Grousseau 3e, Braizat 43e, N’Jo Léa 63e             | 40     | 6          |

#### Classement final
En cas d'égalité entre deux clubs, le premier critère de départage est la moyenne de buts.
| Rang | Équipe                 | Pts | J  | G  | N  | P  | Bp | Bc | GA    |
| ---- | ---------------------- | --- | -- | -- | -- | -- | -- | -- | ----- |
| 1    | OGC Nice               | 56  | 38 | 24 | 8  | 6  | 80 | 38 | 2,105 |
| 2    | Nîmes Olympique        | 53  | 38 | 21 | 11 | 6  | 75 | 40 | 1,875 |
| 3    | RC Paris               | 49  | 38 | 18 | 13 | 7  | 84 | 47 | 1,787 |
| 4    | Stade de Reims T       | 48  | 38 | 19 | 10 | 9  | 84 | 59 | 1,424 |
| 5    | FC Sochaux             | 43  | 38 | 17 | 9  | 12 | 72 | 66 | 1,091 |
| 6    | AS Saint-Étienne       | 40  | 38 | 16 | 8  | 14 | 68 | 73 | 0,932 |
| 7    | Angers SCO             | 39  | 38 | 13 | 13 | 12 | 66 | 58 | 1,138 |
| 8    | AS Monaco FC           | 39  | 38 | 14 | 11 | 13 | 52 | 51 | 1,02  |
| 9    | Olympique lyonnais     | 39  | 38 | 16 | 7  | 15 | 62 | 68 | 0,912 |
| 10   | UA Sedan-Torcy         | 38  | 38 | 12 | 14 | 12 | 65 | 53 | 1,226 |
| 11   | RC Strasbourg P        | 38  | 38 | 14 | 10 | 14 | 65 | 76 | 0,855 |
| 12   | Stade rennais UC P     | 36  | 38 | 13 | 10 | 15 | 63 | 63 | 1     |
| 13   | US Valenciennes-Anzin  | 36  | 38 | 13 | 10 | 15 | 53 | 63 | 0,841 |
| 14   | Toulouse FC            | 35  | 38 | 12 | 11 | 15 | 59 | 59 | 1     |
| 15   | Limoges FC P           | 34  | 38 | 12 | 10 | 16 | 48 | 57 | 0,842 |
| 16   | RC Lens                | 32  | 38 | 12 | 8  | 18 | 56 | 66 | 0,848 |
| 17   | FC Nancy P             | 29  | 38 | 10 | 9  | 19 | 58 | 79 | 0,734 |
| 18   | Lille OSC              | 29  | 38 | 9  | 11 | 18 | 56 | 78 | 0,718 |
| 19   | Olympique Alès         | 24  | 38 | 8  | 8  | 22 | 45 | 83 | 0,542 |
| 20   | Olympique de Marseille | 23  | 38 | 6  | 11 | 21 | 50 | 84 | 0,595 |

Victoire à 2 points
Qualification européenne
- 1er : qualifié pour la Coupe des clubs champions européens

Relégation
- 17e, 18e, 19e et 20e : relégation en Division 2

Abréviations
T : Tenant du titre

P : Promus de Division 2
- Les quatre premiers du classement de D2 obtiennent la montée en D1, à savoir Le Havre AC, le Stade français FC, le SC Toulon et le FC Girondins de Bordeaux.
- L'Olympique de Marseille est relégué en Division 2 pour la première fois de son histoire. C'était le dernier club à ne jamais avoir été relégué depuis la création du football professionnel en France, le 11 septembre 1932.

### Coupe de France

#### Tableau récapitulatif des matchs
| Date       | N o              | Adversaire     | Lieu                    | Résultat | Buteurs pour Saint-Étienne                                  | Suite                           |
| ---------- | ---------------- | -------------- | ----------------------- | -------- | ----------------------------------------------------------- | ------------------------------- |
| 11/01/1959 | 32èmes de finale | FC Grenoble    | Stade de Gerland,Lyon   | 6 - 1    | Goujon 7e, Coinçon 11e , Peyroche 59e, N’Jo Léa 19e 64e 69e | Qualifiés pour le prochain tour |
| 01/02/1959 | 16èmes de finale | Stade français | Parc Lescure,Bordeaux   | 2 - 0    | Goujon 41e, N’Jo Léa 43e                                    | Qualifiés pour le prochain tour |
| 22/02/1959 | 8èmes de finale  | RC Paris       | Parc des Princes, Paris | 3- 2     | Ferrier 41e, Goujon 80e                                     | Éliminés                        |

### Coupe de Drago

#### Tableau récapitulatif des matchs
| Date       | N o          | Adversaire | Lieu                       | Résultat | Buteurs pour Saint-Étienne | Suite    |
| ---------- | ------------ | ---------- | -------------------------- | -------- | -------------------------- | -------- |
| 01/03/1958 | 8e de finale | RC Lens    | Stade Félix-Bollaert, Lens | 4- 1     | N'Jo Léa                   | Éliminés |

### Statistiques

#### Buteurs
| Place | Nom              | Division 1 | Coupe de France | Coupe Drago | TOTAL des BUTS |
| 1     | Eugène N'Jo Léa  | 18 buts    | 4 buts          | 1 but       | 23 buts        |
| 2     | Yvon Goujon      | 11 buts    | 3 buts          | -           | 14 buts        |
| 3     | Henri Braizat    | 9 buts     | -               | -           | 9 buts         |
| 4     | Jean Oleksiak    | 6 buts     | -               | -           | 6 buts         |
| 5     | Georges Peyroche | 4 buts     | 1 but           | -           | 5 buts         |
| 5     | Gérard Coinçon   | 4 buts     | 1 but           | -           | 5 buts         |
| 7     | René Ferrier     | 3 buts     | 1 but           | -           | 4 buts         |
| 7     | Roland Mitoraj   | 4 buts     | -               | -           | 4 buts         |
| 9     | Ferenc Nyers     | 3 buts     | -               | -           | 3 buts         |
| 10    | René Domingo     | 2 buts     | -               | -           | 2 buts         |
| 11    | Michel Cristobal | 1 but      | -               | -           | 1 but          |
| 11    | Joseph Damai     | 1 but      | -               | -           | 1 but          |
| 11    | Noël Grousseau   | 1 but      | -               | -           | 1 but          |
| #     | contre son camp  | 1 but      | -               | -           | 1 but          |
| Total | 13 buteurs       | 68 buts    | 10 buts         | 1 but       | 79 buts        |

Date de mise à jour : le 17 novembre 2014.

#### Affluences
Affluence de l'AS Saint-Étienne à domicile

### Équipe de France
2  stéphanois auront les honneurs de l’Équipe de France cette saison : Claude Abbes avec 2 sélections  et la première de René Ferrier
| Joueurs      | Position  | Date       | Lieu     | Adversaire | Type rencontre     | Score | Temps de jeu | Buts |
| Claude Abbes | Gardien   | 26.10.1958 | Colombes | R.F.A.     | Amical             | 2 – 2 | 60           | -    |
| Claude Abbes | Gardien   | 03.12.1958 | Athènes  | Grèce      | Éliminatoires Euro | 1 – 1 | 90           | -    |
| René Ferrier | Défenseur | 03.12.1958 | Athènes  | Grèce      | Éliminatoires Euro | 1 – 1 | 90           | -    |

4  stéphanois auront les honneurs de l’Équipe de France Espoirs cette saison  
| Joueurs          | Position  | Date       | Lieu         | Adversaire | Type rencontre | Score | Temps de jeu | Buts |
| Robert Herbin    | Défenseur | 09.11.1958 | Valenciennes | Pologne    | Amical         | 2 – 2 | 90           | -    |
| René Ferrier     | Milieu    | 09.11.1958 | Valenciennes | Pologne    | Amical         | 2 – 2 | 90           | -    |
| Yvon Goujon      | Attaquant | 09.11.1958 | Valenciennes | Pologne    | Amical         | 2 – 2 | 90           | -    |
| Richard Tylinski | Défenseur | 18.03.1959 | Lyon         | Angleterre | Amical         | 1 – 1 | 90           | -    |
| René Ferrier     | Milieu    | 18.03.1959 | Lyon         | Angleterre | Amical         | 1 – 1 | 90           | -    |
| Yvon Goujon      | Attaquant | 18.03.1959 | Lyon         | Angleterre | Amical         | 1 – 1 | 90           | -    |